# (464443) 2016 BB36
(464443) 2016 BB36 es un asteroide perteneciente al cinturón de asteroides, descubierto el 15 de enero de 2005 por el equipo Spacewatch desde el Observatorio Nacional de Kitt Peak (Arizona, Estados Unidos).